# Akysidae
Akysidae – rodzina słodkowodnych ryb sumokształtnych (Siluriformes). Obejmuje co najmniej 67 gatunków.

## Zasięg występowania
Azja Południowo-Wschodnia.

## Cechy charakterystyczne
Płetwa grzbietowa o krótkiej podstawie, zaopatrzona w twardy kolec, zwykle z 4–5 miękkimi promieniami (w podrodzinie Parakysinae występują 4 promienie). U większości (poza Breitensteinia i Parakysis) występuje płetwa tłuszczowa.

## Klasyfikacja
Rodzaje zaliczane do Akysidae grupowane są w 2 podrodzinach:
- Akysinae: Akysis — Pseudobagarius
- Parakysinae: Acrochordonichthys — Breitensteinia — Parakysis

Rodzajem typowym jest Akysis.